# Миннити, Марио
Марио Миннити (итал. Mario Minniti; 8 декабря 1577 года — 22 ноября 1640 года) — модель картин молодого Караваджо, который вместе с ним в 1594—1600 годах жил в римском доме кардинала Дель Монте. Впоследствии стал одним из многочисленных караваджистов, работал на Сицилии.
Родился в городе Сиракузы. В 1593 году перебрался в Рим, где за год до этого появился и Караваджо. Как продемонстрировал искусствовед Кристоф Фроммер, именно Марио с большой вероятностью позировал для знаменитых ранних работ Караваджо, таких, как «Юноша с корзиной фруктов», панно «Музыканты», «Юноша с лютней», «Мальчик, укушенный ящерицей», «Призвание апостола Матфея».
Поссорившись с Караваджо, Миннити в 1600 году уехал из Рима в родную Сицилию. Когда через 6 лет Караваджо убил в пылу гнева Рануччо Томмазини, именно Миннити предоставил ему убежище на Сицилии в 1608—1609 годах, а также помог ему получить заказ на образ для церкви («Погребение святой Луции»).
Впоследствии Миннити открыл на Сицилии собственную мастерскую, из которой вышли многие местные художники XVII века.